# Plná vazba
Plná vazba je pojem používaný ve stavebnictví a tesařství. Jedná se o příčný profil krovu, který nese ostatní části krovu. 
Plná vazba má tvar trojúhelníku a je tvořena vazným trámem a dvojicí krokví. Tato základní konstrukce je, kromě velmi malých krovů, vždy podpírána ještě dalšími nosnými prvky krovu, sloupky, zavětrovacími pásky, ondřejskými kříži, atp. Tyto prvky často vytváří nosnou konstrukci probíhající kolmo na jednotlivé vazby. Může jít o věšadlovou konstrukcí, stojatou či ležatou stolicí nebo soustavu těchto stolic, atd. Vazba je prakticky vždy vybavena alespoň jedním hambalkem (případně kleštinami).
V průběhu baroka a hlavně klasicismu se rozšířilo použití tzv. jalových vazeb. V takovém případě se plné vazby v krovu rozmisťují ve vzdálenosti 4-5 metrů od sebe a kromě toho i na namáhaných místech (nároží, úžlabí, atp). 
V moderních krovech zpravidla není použit vazný trám.